# Лодейнопольское викариатство
Лодейнопо́льское викариа́тство — упразднённое викариатство Санкт-Петербургской епархии Русской православной церкви.

## История
Кафедра названа по городу Лодейное Поле Ленинградской области России. Учреждена как викариатство Ленинградской епархии вскоре после того, как город был передан из упразднённой Череповецкой губернии в Ленинградскую область. Существовала в 1929—1933 годах.
Викариатство возрождено решением Священного Синода Русской православной церкви 26 июля 2010 года с назначением на кафедру архимандрита Лукиана (Куценко), но хиротония кандидата во епископа Лодейнопольского не состоялась. Со времени своего возрождения в 2010 году Лодейнопольское викариатство служило кафедрой наместников Александро-Свирского монастыря, который расположен в 21 км от города Лодейное Поле.
На заседании Священного Синода Русской православной церкви от 16 марта 2012 года было образовано Лодейнопольское викариатство в пределах Лодейнопольского и Подпорожского благочиний Санкт-Петербургской епархии. Епископом Лодейнопольским был избран игумен Мстислав (Дячина).
12 марта 2013 года епископ Лодейнопольский Мстислав стал правящим архиереем новообразованной Тихвинской епархии, в состав которой вошла территория, подведомственная бывшему викарию, а титуловаться он стал как «Тихвинский и Лодейнопольский».

## Епископы
- 26 ноября 1929 — 5 декабря 1933 — Сергий (Зенкевич)
- 22 мая 2012 — 12 марта 2013 — Мстислав (Дячина)